# Donald Griffin
Donald Redfield Griffin (Southampton, 3 agosto 1915 – Lexington, 7 novembre 2003) è stato un etologo e zoologo statunitense, professore di zoologia presso diverse università degli Stati Uniti.
Nel 1938, appena laureato all'Università di Harvard, iniziò a studiare il metodo di navigazione dei pipistrelli, che identificò come ecolocalizzazione animale nel 1944. Ne L'animale consapevole (The Question of Animal Awareness, 1976) sostenne che gli animali hanno coscienza mentale come quella umana.

## Biografia
Studiò all'Università di Harvard, dove si laureò ottenendo poi un master e un dottorato di ricerca. Dopo aver insegnato presso l'Università Cornell, divenne professore ad Harvard e poi all'Università Rockefeller.
Mentre era ad Harvard, alla fine degli anni trenta, Griffin portò avanti, con Robert Galambos, studi sulla ecolocalizzazione animale. Utilizzando la tecnologia di cattura del suono, che era stata sviluppata dal fisico George Washington Pierce, Galambos e Pierce furono in grado di determinare che i pipistrelli generano e sono capaci di udire i suoni di un'ottava superiore rispetto a quelli percepiti dagli esseri umani e da altri animali. Gli esperimenti vennero condotti utilizzando i metodi sviluppati da Hallowell Davis per monitorare i cervelli dei pipistrelli e le loro risposte uditive e il loro sistema di navigazione con fili appesi al soffitto del laboratorio. Essi dimostrarono che i pipistrelli usano la ecolocalizzazione per evitare accuratamente gli ostacoli, cosa che non erano in grado di fare con la bocca o le orecchie chiuse. Griffin coniò il termine "echolocation" (ecolocalizzazione) nel 1944 per descrivere il fenomeno, che molti fisiologi dell'epoca non credevano fosse possibile.
In un'epoca in cui il pensiero animale era un argomento ritenuto inadatto per la ricerca seria, Griffin divenne un pioniere nel campo della etologia cognitiva, la ricerca che a partire dal 1978, ha studiato il modo di pensare degli animali. Le sue osservazioni sulle capacità sofisticate degli animali nel raccogliere cibo e interagire con l'ambiente, lo portarono a concludere che gli animali erano consapevoli, esseri pensanti, non i meri automi che era stato ipotizzato. Nel suo necrologio, sul New York Times Griffin venne accreditato de "l'unica ragione che gli animali pensano ha dato considerazione a tutti" Mentre i critici sostengono che l'etologia cognitiva è antropomorfa e soggettiva, quelli che hanno studiato i modi in cui gli animali creano concetti e che il loro stato mentale si basa sulla loro interazione con l'ambiente, mostrano come gli animali basano le loro azioni e anticipano le risposte degli altri esseri senzienti. Venne eletto Fellow dell'American Academy of Arts and Sciences nel 1952. Nel 1958 venne insignito della Daniel Giraud Elliot Medal dall'Accademia Nazionale delle Scienze.
Fu anche membro della National Academy of Sciences.
Residente a Lexington dal 1986, quando lasciò la Rockefeller University, Griffin vi morì a 88 anni il 7 novembre 2003.

## Pubblicazioni
- Listening in the Dark (1958)
- Echoes of Bats and Men (1959) Anchor Books (Doubleday). Library of Congress Catalog Card Number 59-12051
- Bird Migration: The Biology and Physics of Orientation Behaviour (1965) London: Heinemann
- Animal Thinking (1985) Harvard University Press.  ISBN 0-674-03713-8
- Question of Animal Awareness (1976) ISBN 0-86576-002-0
- Animal Minds (1992)
- Animal Minds: Beyond Cognition to Consciousness (2001) ISBN 0-226-30865-0
- "Windows on nonhuman minds," in Michel Weber and Anderson Weekes (eds.), Process Approaches to Consciousness in Psychology, Neuroscience, and Philosophy of Mind, Albany, New York, State University of New York Press, 2009, pp. 219 sq.